# Sztálingrádi csata
A sztálingrádi csata az európai hadszíntéren a második világháború fordulópontja volt. A Sztálingrád (ma Volgográd) szovjet városért folyó, 1942. augusztus 21. és 1943. február 2. között vívott ütközetben a szovjet csapatok döntő vereséget mértek a tengelyhatalmak csapataira.
A csata – mintegy másfél milliós emberveszteségével – a világtörténelem talán legvéresebb csatája volt. Mindkét oldal példátlan kegyetlenséggel, a katonai és polgári veszteségekre, szenvedésekre való legkisebb tekintet nélkül harcolt. A csata Sztálingrád német ostromával indult, a városért folyó rendkívül intenzív harccal folytatódott, és a szovjet ellentámadással zárult, amely bekerítette, javarészt megsemmisítette és foglyul ejtette, valamint jelentősen visszavetette a tengelyhatalmak erőit.

## Háttér
1941. június 22-én a tengelyhatalmak csapatai megtámadták a Szovjetuniót, és rövid idő alatt hatalmas területet foglaltak el, igen jelentős veszteségeket okozva a visszaszoruló, több helyen bekerített Vörös Hadseregnek. Decemberre a szovjetek Moszkva alatt megvetették a lábukat, és váratlanul kemény ellentámadással állították meg a német előretörést. Az ekkorra már kimerült, leharcolt, utánpótlási problémákkal küzdő német csapatok – nem készülvén fel a korán beköszöntött kemény orosz télre – képtelenek voltak folytatni a műveleteket és a front középső részén visszavonulásra kényszerültek.
1942 tavaszára a tengelyhatalmak megszilárdították az arcvonalat és megkezdődtek a körülbelül egy évig tartó rzsevi csaták. A szovjetek hatalmas áldozatok árán sem tudták bevenni a Moszkvához közeli Rzsevnél létrejött kiszögelést, de mivel a német Közép Hadseregcsoport (Heeresgruppe Mitte) túlzottan legyengült a téli harcok során, Moszkva elleni további támadásról nem lehetett szó. Hitler egyébként is úgy gondolta, hogy a szovjet főváros elleni további előrenyomulás túlzottan kiszámítható hadmozdulat, ezért az ellenség által nem várt helyen kívánt támadni. A helyzetet tovább bonyolította az Egyesült Államok decemberi hadbalépése a december 7-ei Pearl Harbor elleni japán támadás után. Gyors döntésre volt szükség a keleti fronton, mielőtt Amerika mozgósítani tudja haderejét.

### Sztálingrád jelentősége
Sztálingrád elfoglalása több okból volt fontos Hitler számára. A Volga folyó partján fekvő jelentős iparváros fontos oroszországi szállítási útvonalak csomópontjában helyezkedett el, és elfoglalásával biztosítani lehetett volna a Kaukázusban előrenyomuló német csapatok bal szárnyát.
A gazdag kaukázusi olajmezők elfoglalása az olajban már ekkor szűkölködő német hadigazdaság számára lett volna nélkülözhetetlen.
Végezetül, a Sztálin nevét viselő város elfoglalása fontos ideológiai és propaganda-győzelem lett volna. Ezt Sztálin is jól tudta, és mindenkit, aki elég erős volt ahhoz, hogy egy puskát elbírjon, a város védelmére parancsolt.
 
Sztálin tudatában volt annak is, hogy a szovjet hadsereg modern, mozgó páncélos-harcászatban ekkor még nem vehette fel a versenyt a német hadigépezettel. Egy városért vívott utcai harcok során azonban ezek az előnyök nem érvényesülnek, a szovjetek egyszerű létszámfölénye és a legendás orosz kitartás azonban igen, mint azt Leningrád példája meg is mutatta.
Sztálin döntéséhez az is hozzájárulhatott, hogy a polgárháború során ő maga is fontos szerepet töltött be a város (akkori nevén Caricin) védelmében a fehér csapatok ellen.

## Az 1942-es nyári német offenzíva(Fall Blau)
A német Dél hadseregcsoport feladata lett volna, hogy amilyen gyorsan csak lehet, keresztülvágtázzon a délorosz sztyeppén, és elfoglalja az életbevágóan fontos kaukázusi olajmezőket. Ekkorra már Hitler számára is nyilvánvaló volt, hogy az olajmezők messze fontosabbak Moszkvánál, és tábornokaival egyetértve délre irányította át erőit. A tervezett nyári offenzívában a német 6. és 17. hadseregek, valamint az 1. és 4. páncéloshadseregek vettek volna részt. A Dél hadseregcsoport, amely 1941-ben elfoglalta Ukrajnát, a támadás megindításához készülődött. 
Hitler azonban meggondolta magát, és kettéosztotta a hadseregcsoportot. Az "A" hadseregcsoport, von Kleist parancsnoksága alatt délkeletre, a Kaukázus irányába támadott, azonban most már csak az 1. páncélos- és a 17. német hadsereggel. A "B" hadseregcsoport – 6. hadsereg (Paulus) és 4. páncéloshadsereg (Hoth) – új főiránya a keleti lett, a Volga folyó és Sztálingrád városa felé. A "B" hadseregcsoport parancsnoka Maximilian von Weichs tábornok lett.
Az offenzíva 1942 májusának végén indult volna. Szevasztopol ostromának és a második harkovi csatának elhúzódása azonban számos, a támadásban részvételre kijelölt egységet kötött le. Szevasztopol csak június végén esett el, és a csapatok a Krímben ragadtak. Emiatt a nagy nyári offenzíva megkezdését többször el kellett halasztani. A támadásra kijelölt többi egység eközben "jobb híján" felszámolta a szovjet kiszögellést Harkovnál, amely jelentős szovjet erők bekerítésével zárult május 22-én.
Június 28-án végre megindult a várva várt offenzíva, és jelentős kezdeti sikereket hozott. A szovjet erők gyenge ellenállást tanúsítottak, és rendezetlenül menekültek kelet felé a sztyeppén. A gyorsan mozgó, bekerítő hadmozdulatokat végző német ékek meghiúsítottak minden, a visszavonulás megakasztására indított kísérletet. Két esetben jelentősebb csoportosítások bekerítésére és megsemmisítésére is sor került, az elsőre Harkovtól északkeletre július 2-án, a másodikra Millerovo körzetében egy héttel később.
Eközben a Magyar 2. hadsereg a 4. német páncéloshadsereggel együtt győzelmet aratott Voronyezsnél, és július 5-én elfoglalta a várost .

Fall Blau: német előrenyomulás 1942. május 7-étől november 18-áig

A 6. német hadsereg kezdeti előrenyomulása olyannyira sikeres volt, hogy Hitler ismét felülbírálta a terveket, és átvezényelte a 4. páncéloshadsereget az "A" hadseregcsoporthoz, délre. (Az ,,A" hadseregcsoporttal egyidőben hozták létre a Dél-Hadseregcsoport kettéosztása eredményeként a ,,B" Hadseregcsoportot, mely a német és magyar 2. hadseregből, a román 3. és 4. hadseregből, az olasz 8. hadseregből, a német 6. tábori és 4. páncéloshadseregből állt.)
Ez az előre elkészített szállítási tervek felborulásához, és az utakkal gyengén ellátott, ám igen nagy kiterjedésű vidéken logisztikai káoszhoz vezetett. Mind a 6. mind a 4. páncéloshadsereg lebénult, és legalább egy hétbe telt, mire sikerült az összekeveredett több ezer járművet szétválogatni és célba juttatni. Ez olyannyira lelassította az előrenyomulást, hogy Hitler megint meggondolta magát, és visszarendelte a 4. páncéloshadsereget a Sztálingrád elleni támadáshoz.
Július végére sikerült a szovjet csapatokat a Don folyó mögé szorítani. A folyó mentén védelmi vonalat alakítottak ki, amelyet a szövetséges tengelyhatalmak csapatainak kellett tartani, és biztosítani a Sztálingrádot ostromló német csapatok szárnyait. Az olasz, román és magyar csapatok felsorakoztak a Don partján, miközben a 6. hadsereg kilométerekre közelítette meg a várost, és a délre lévő 4. páncéloshadsereg északra fordult, hogy segítséget nyújtson az ostromhoz. Messze délen az "A" hadseregcsoport, kötelékéből, -mely a 11., 17. tábori és 1. páncéloshadseregből állt-, kikerült a 11. harsereg, így a hadseregcsoport jelentősen lelassulva ugyan, de  tovább nyomult előre Groznij irányába. A hadseregcsoportok közti távolság kizárta, hogy von Kleist csapatai bármiféle befolyást gyakoroljanak a Sztálingrád körüli harcokra.
A szovjet hadvezetés ekkor már tisztában volt a német szándékokkal. Július folyamán elkészítették a Sztálingrád védelmére vonatkozó terveket, és minden, a közelben kelet felé visszavonuló egységet a városba rendeltek. A várost keletről a széles Volga folyó határolja. A folyón túl további szovjet csapatok gyülekezését rendelték el. A térségben lévő csapatokból megalakult a 62. szovjet hadsereg, Vaszilij Csujkov altábornagy parancsnoksága alatt. A hadseregnek egy feladata volt: megvédeni a várost, bármi áron.

## Első fázis: német támadás
A csatát a Luftwaffe nyitotta meg, rommá bombázva a város nagy részét. A civil lakosság hatalmas veszteségeket szenvedett, a házak nagy része összedőlt, a város gyakorlatilag lakhatatlanná vált. 
Ennek ellenére Sztálin megtiltotta a civilek evakuálását, azzal a szándékkal, hogy a városban rekedt nők és gyerekek látványa erősebb ellenállásra serkentse a várost védő katonákat. 
Az itt maradt polgári lakosságot erődítmények építésére vezényelték.
Augusztus 23-án a német légierő gyújtóbombákkal támadott, és az ettől keletkező tűzviharban több ezer lakos veszítette életét. Szinte a teljes város leégett, az épületekből csak romkupacok és kiégett fal-csonkok maradtak.
A védelem kezdeti szakaszában az egyetlen harcba vethető szovjet alakulat a főleg női önkéntesekből álló 1077. légvédelmi ezred volt. A légvédelmi tüzérek sem kiképzéssel, sem megfelelő fegyverzettel nem rendelkeztek földi célpontok elleni harcra, mégis kitartottak a támadó német tankokkal szemben. A 16. német páncéloshadosztály rendkívül elkeseredett harcokban az utolsó ágyúig megsemmisítette az ezred mind a 37 légvédelmi ütegét.
A kezdeti időkben a légvédelmi tüzérek mellett a várost sebtében szervezett munkás-zászlóaljak védték. Mindenki, aki nem közvetlenül hadianyagot termelt, puskát kapott és a frontra ment. 
Az is előfordult, hogy a város harckocsi-gyárában készülő tankokat az összeszerelő munkások félkész állapotban, közvetlenül a futószalagról vezették a pár utcányira lévő frontra, festés, célzóberendezés, és egyéb felszerelés nélkül.
Augusztus végére a "B" hadseregcsoport kijutott a Volgához, először a várostól északra, majd délre.
Szeptember 11-étől a városban rekedt szovjet csapatokat csak a folyón keresztül lehetett ellátni, folyamatosan a német tüzérség és harci repülők tüzében.
A város romjai között az apránként beérkező szovjet 62. és 64. hadseregek gyárépületekből és házak romjaiból rögtönöztek erődítményeket, és ezeket elkeseredett harcokban az utolsó emberig védték. Különösen kitüntette magát a harcokban a szovjet 13. gárda-lövészhadosztály. Az erősítésekkel frissen beérkezett szovjet közlegények átlagosan 24 óráig maradtak életben, és a tiszteknél sem haladta meg ez a szám a 72 órát.
1942. július 27-én Sztálin kiadta 227. számú hadparancsát, amelyben automatikusan haditörvényszéket rendelt el minden parancsnok számára, aki felsőbb utasítás nélkül visszavonulásba kezd. "Egyetlen lépést sem hátrálni!" volt a jelszó. Nagyon gyakori volt, hogy (akár stratégiai okokból) visszavonuló katonákat tisztek, vagy a hadseregben működő NKVD-ügynökök egyszerűen megöltek, hogy érvényt szerezzenek a parancsnak, ezáltal a szovjetek maguknak is rendkívül nagy veszteségeket okoztak. Ugyanakkor az így kialakult ádáz ellenállásnak köszönhetően a támadó német csapatok is rendkívül súlyos veszteségeket szenvedtek.
A második világháborús német katonai doktrína több fegyvernem szoros együttműködésén alapult, és igyekeztek is a gyalogság támadását minden esetben harckocsikkal, tüzérséggel és közeltámogató repülőerőkkel segíteni. A sztálingrádi csatában a szovjet hadvezetés ezt azzal próbálta ellensúlyozni, hogy a frontvonalat igyekezett az ellenséghez olyan közel tartani, amennyire az fizikailag lehetséges volt. Csujkov tábornok mondta, hogy a németeket „átölelve” harcoltak. Ez a taktika arra kényszerítette a németeket, hogy vagy saját csapataikat kockáztassák a túl közelre irányított csapásokkal, vagy hagyják a gyalogságot egyedül harcolni. Így jobban érvényesült a szovjet létszámfölény, és nem sikerült kihasználni a finoman összehangolt német hadigépezet előnyeit.
Minden utcáért, gyárért, házért és emeletért elkeseredett harc folyt. Volt, hogy egy lakáson belül napokig folyt a harc, és volt, ahol minden egyes lépcsőfok többször gazdát cserélt. A németek patkányok háborújának (Rattenkrieg) hívták ezt, az eddig még soha nem tapasztalt harcmódot, és keserű viccek születtek arról, hogy a „konyha már a miénk, de a nappaliban még harcok folynak”.
A Mamajev Kurgán nevű, a város fölé magasodó hegy különösen könyörtelen harcok színtere volt, és többször gazdát cserélt.
 
Az egyik helyi ellentámadás során a szovjetek egyetlen nap alatt egy egész hadosztályt (10 000 ember) veszítettek itt. Egy gabonafeldolgozó telepen is emlékezetes harcok dúltak: az itt lévő hatalmas gabonasilóban hetekig folyt a harc olyan közelségben, hogy az ellenséges katonák egymás lélegzetvételét is hallották.
Máshol a városban egy szakasznyi szovjet katona Jakov Pavlov parancsnoksága alatt megerősített egy fontosabb térre néző lakóházat. A lakás elfoglalásáért jelentős csata bontakozott ki, a németek minden rendelkezésre álló erőt bevetetettek. Pavlov és katonái két hónapig védték a házat. Az ostrom végére már csak négyen maradtak, de a házat soha nem adták fel.
A város ostromának elhúzódásával a német vezetés elkezdett nehéztüzérséget felvonultatni, többek között a Dora nevű 800 mm-es vasúti ágyút, a háború egyik legnagyobb tüzérségi eszközét.
Mivel a németeknek nem maradt erejük arra, hogy átkeljenek a Volgán, a szovjet félnek is lehetősége nyílt rengeteg tüzérségi üteget telepíteni a folyó keleti partjára. A kölcsönös ágyúzás hatására a város egyetlen nagy romhalmazzá vált, sok helyen 8 m magasra tornyosuló törmelékkupacokkal. Ilyen körülmények között a német harckocsik bevetése teljesen reménytelen volt.
A romok között különösen sikeresen tevékenykedtek a szovjet mesterlövészek. A leghíresebbek, Iván Mihajlovics Szidorenko és Vaszilij Grigorjevics Zajcev kb. 500 illetve 240 német katonát öltek meg.
A szovjet propaganda beszámolt egy mesterlövész-párbajról is, Zajcev és Heinz Thorvald mesterlövészek között, amely a német halálával végződött. Ennek a párbajnak az alapján készült az Ellenség a kapuknál c. film.
Mind Sztálin, mind Hitler számára Sztálingrád birtoklása presztízskérdéssé vált, messze túlnőve a város gyakorlati stratégiai jelentőségén. A szovjet főparancsnokság Moszkva mellől ide irányította a Vörös Hadsereg fő tartalékait, és az egész országból ide küldött minden nélkülözhető harci repülőt.
Mindkét vezénylő tábornokra óriási lelki és fizikai nyomás nehezedett: Paulus tábornagy nem tudott megszabadulni kényszeres arcideg-rángásától, Csujkov altábornagy kezeit pedig ekcéma fertőzte meg, ezért mindkét kezét teljesen be kellett kötözni, de így is folytatta a csapatok irányítását.
Novemberre, három hónapnyi kínkeserves előrenyomulás után a németek kijutottak a folyópartra, birtokolták a város 90%-át, két csoportra vágták és elszigetelték a maradék szovjet erőket. A Volgán meginduló jégzajlás tovább súlyosbította a szovjet utánpótlás helyzetét. Mégis, a harcok hevessége – különösen a Mamajev Kurgánon és a város északi részén lévő gyártelepeken – cseppet sem csillapult. A Vörös Október Acélmű, a Dzerzsinszkij traktorgyár és a Barrikádok fegyvergyárért vívott harcok során a munkások harc közben, a csatamezőn is folytatták a termelést és a megrongálódott szovjet tankok és fegyverzet javítását.

## Második fázis: szovjet ellentámadás
Sztálingrád német ostroma alatt a "B" hadseregcsoport minden erejét a városért folyó harcra összpontosította.
A hadseregcsoport szárnyainak biztosítása a szövetséges olasz, magyar és román hadseregekre maradt, akik mind felszerelésben, mind kiképzésben elmaradtak a németektől. A küzdelem erősödésével minden szállítási kapacitást és hadianyagot a városért harcoló német seregek számára foglaltak le, és az orosz tél beköszöntével a szárnyakat biztosító hadseregek egyre nehezebb helyzetbe kerültek. Egyre több és több német egység Sztálingrádba irányításával a szövetségesek által biztosítandó arcvonalszakasz hosszabbá és hosszabbá vált.
Különösen nehéz helyzetben volt a Magyar 2. hadsereg, amely leharcolt, utánpótlásban és téli felszerelésben szűkölködő, gyengén felszerelt csapatokkal mintegy 200 km-nyi folyópartot volt kénytelen védeni. Ez nagyon vékony védelmi vonalak kialakulásához vezetett, több helyen előfordult, hogy 1–2 km-nyi arcvonalat csupán egy szakasznyi éhes, a hidegtől szenvedő katona védett. A szovjetek több hídfőállással is rendelkeztek a folyók (Don és Volga) nyugati partján, melyeket még a nyári offenzíva idején nem sikerült felszámolni. Ezek megtámadása most már szóba sem kerülhetett, és kiváló kiindulópontot biztosítottak a majdani szovjet ellentámadás számára.
A helyzet nem volt jobb a román és olasz hadseregek által védett szakaszokon sem: a két román magasabbegység 160-200km széles arcvonalat kellett biztosítsanak. Az említett hadseregek parancsnokai folyamatosan hangsúlyozták a helyzet súlyosságát és intézkedéseket sürgettek először a szövetséges német, majd saját felső vezetésük felé, azonban kéréseik süket fülekre találtak.
Hitler csak és kizárólag Sztálingrádra tudott gondolni, ahol az általános vélekedés szerint napok kérdése volt a döntő német győzelem, tehát a szárnyak megerősítésére nem lehetett komoly szükség. 
Halder vezérezredes, a német hadsereg vezérkari főnöke átlátta a problémát és figyelmeztette Hitlert, ennek azonban Halder menesztése lett az eredménye. Az új vezérkari főnök október közepétől Kurt Zeitzler lett, aki ugyancsak ,,csalódást" okozott a Führernek.

### Az Uránusz hadművelet

A szovjet ellentámadás Sztálingrádnál

Az ősz folyamán Vasziljevszkij és Georgij Zsukov, a szovjet stratégiai tervezésért felelős tábornokok jelentős erőket vezényeltek a sztyeppékre Sztálingrádtól északra és délre. Az olasz, magyar és román hadseregek által tartott északi szárny különösen sebezhető volt. Jól tudták ezt a szovjetek is. A terv az volt, hogy a német csapatokat lekötik a városban, és északról és délről áttörve a szárnyakon, bekerítik Sztálingrádot. Zsukov ezzel egy korábbi, a japán hadsereg ellen 1939-ben aratott győztes csatáját ismételte volna meg, több mint tízszer akkora méretben.
A terv az „Uránusz” hadművelet nevet kapta, és összehangolták a német Közép hadseregcsoport ellen indított „Mars” hadművelettel. Bár a Mars hadművelet kudarcot vallott, az Uránusz-hadműveletről ez azonban nem mondható el. 
November 19-én a Vörös Hadsereg megkezdte az Uránusz-hadművelet végrehajtását. Vatutyin tábornok parancsnoksága alatt három teljes hadsereg, az 1. szovjet gárdahadsereg, az 5. páncéloshadsereg és a 21. szovjet hadsereg lendült támadásba.
A várostól északra 18 gyaloghadosztállyal, 8 páncélosdandárral, 2 gépesített hadosztállyal, 6 lovashadosztállyal és egy páncélelhárító dandárral meginduló támadás hatalmas előkészületei a szembenálló 3. román hadsereg előtt sem maradtak titokban, akik ismét erősítést kértek, ismét eredménytelenül. A páncélelhárító eszközökkel gyengén felszerelt, túl hosszú arcvonalon széthúzott román hadsereget a támadó szovjet páncélosok elsöpörték.
November 20-án megindult a támadás következő lépcsője, a várostól délre védekező 4. román hadsereget két szovjet hadsereg, az 51. és 57. hadsereg támadta meg. A román csapatok órák alatt szétforgácsolódtak; 22 hadosztályuk közül 18 hadksztályukat vagy bekerítették vagy szétverték.
A szovjet csapatok gyorsan törtek előre nyugat felé, és két nap múlva az északi és déli átkaroló szárny találkozott Kalacs településnél, körbezárva Sztálingrád városát. A találkozásról készített filmfelvétel emblematikus jelentőségű lett. (Hasonlóan sok híres háborús felvételhez, ez sem az "igazi" találkozást, hanem annak az események után "megrendezett" változatát ábrázolja, mivel az első alkalommal nem volt stáb a helyszínen).

## Sztálingrád szovjet bekerítése
Az átkaroló műveletek eredményeképp mintegy 250 000 német, román (ill. kis létszámú horvát és egyéb szövetséges) csapat találta magát körülzárva a sztálingrádi "katlanban" (ném. Kessel). A bekerítésben rekedt további kb. 10 000 életben maradt polgári lakos és több ezer szovjet hadifogoly. A gyűrű bezárulása után Vatutyin csapatai haladéktalanul két védelmi vonal kiépítésébe kezdtek. A "belső" vonal volt hivatott megakadályozni a német kitörési kísérleteket, a "külső" pedig a felmentő csapatok ellen készült.
Adolf Hitler szeptember 30-án nyilvános beszédben jelentette ki, hogy a német csapatok soha nem fogják Sztálingrádot feladni. A szovjet bekerítés után a német vezérkar azonnali kitörést szorgalmazott.
A Luftwaffe vezetői - köztük Hermann Göring azonban biztosították Hitlert, hogy a német légierő képes a 6. hadsereget légihíd útján ellátni. Így a 6. hadsereg képes lett volna hatékonyan lekötni a szovjeteket, és lett volna idő megfelelően előkészíteni a felmentő támadást.
Hitler és a Luftwaffe optimizmusára az szolgáltatott okot, hogy egy évvel korábban Gyemjanszknál a német hadsereg sikerrel bonyolított le egy hasonló hadműveletet. Ott azonban sokkal kisebb, csak egy hadtestnyi erőt kellett légi úton ellátni, és nem vették figyelembe azt sem, hogy 1942 végén a szovjet légierő már sokkal erősebb volt, mint egy évvel korábban.
Wolfram von Richthofen, a német 4. légiflotta parancsnoka hiába próbált tiltakozni a lehetetlen terv ellen. Hitler a légihíd megteremtése mellett döntött, és kiadta a parancsot, hogy Sztálingrádot az utolsó emberig kell tartani. Nem vették figyelembe, hogy a 6. hadsereg volt a legnagyobb a hasonló német alakulatok közül (kb. kétszer akkora, mint egy átlagos hadsereg), valamint hogy Sztálingrádban további jelentős német csapatok is voltak (pl. a 4. páncéloshadsereg egy hadteste). A krétai csatában elveszített német légiszállító-kapacitást soha nem pótolták teljesen, és 1943 végén a német légierő elvileg is csak mintegy napi 300 tonna utánpótlást tudott volna leszállítani, szemben a szükséges napi 500 tonnával. Hitler azonban bízott Göring ígéretében, és kitartásra utasította a bekerített hadsereget.
A légihíd szinte azonnal kudarcot vallott. A szovjet légvédelmi tüzérség és a vadászrepülők sok szállítógépet lelőttek, és a kemény tél szintén problémákat okozott a repülőgépek üzemeltetésében. Átlagosan csak a szükséges utánpótlás kb. 10%-át sikerült leszállítani. Azok a szállítógépek, amelyek sikerrel bejutottak a városba, visszaúton sebesülteket és nélkülözhetetlen szakembereket hoztak ki. A 6. hadsereg éhezett és fázott. Előfordult, hogy a gépek kirakodására rendelt katonák annyira le vontak gyengülve az éhségtől, hogy képtelenek voltak a leszállított élelmiszert kirakodni.
Zeitzler tábornok úgy próbálta Hitler figyelmét a problémákra irányítani, hogy a vezérkar étkezésein mindig csak annyit evett, amennyi egy Sztálingrádban bekerített német katona fejadagja volt. Pár hét leforgása alatt olyan rossz állapotba került, hogy Hitler személyesen parancsolta meg neki "diétája" abbahagyását.

### A „Kis Szaturnusz” hadművelet

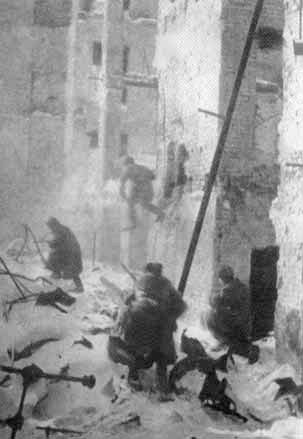
Utcai harcok Sztálingrádnál.

A szovjet csapatok megszilárdították pozícióikat a város körül, és heves támadásokat indítottak a bekerített német erők felszámolására. Decemberben a német LVII. páncéloshadtest Erich von Manstein vezetésével délről megpróbálta a gyűrűt áttörni ( a ,,Téli vihar" hadművelet keretében), ezt a felmentő kísérletet a szovjetek visszaverték ( a németeknek 130 km-t kellett volna megtenniük Sztálingrádig). A beköszöntő hideg orosz tél tovább nehezítette a helyzetet. A Volga befagyott, jelentősen javítva a szovjet utánpótlás helyzetén. A bekerített katonák kezdtek kifogyni élelmiszerből, lőszerből, fűtőanyagból és gyógyszerekből, és ezrével haltak meg fagysérülések, éhezés és betegségek következtében.
December 16-án a szovjetek megindították a Malij Szaturn („Kis Szaturnusz”) hadműveletet, hogy a várostól északra átkeljenek a Don folyón, és elfoglalják Rosztovot. Ha sikerül, ez a művelet elvágja a Kaukázus felé haladó német Dél Hadseregcsoportot, a teljes szovjet fronton harcoló német erők egyharmadát, de kudarc esetén is - a németekre nézve - veszélyes vállalkozás marad. Ugyan a szovjetek nem jutottak el Rosztovig, így is a harcok minden német tartalékot felemésztettek, és arra kényszerítették Mansteint, hogy visszavonja csapatait a Kaukázusból és, hogy 250km-rel visszavegye a déli arcvonalat. A német hadsereg mozgó védekezésbe ment át a hatalmas kiterjedésű sztyeppéken, a szovjetek több kisebb várost, helyőrséget bekerítettek, de ezekből mind sikerült kitörni. Sztálingrád felmentésére azonban semmi erő nem maradt. A városban rekedt csapatoknak ezt nem mondták meg, ők tovább próbáltak kitartani és várták a felmentő páncélosokat (melyek immár 580 km-re voltak a várostól).
Több magasabb rangú, a helyzetet jobban ismerő német tiszt többször javasolta Paulusnak, hogy Hitler parancsát megszegve törjenek ki nyugat felé. Paulus azonban nem volt hajlandó a kapott parancsot figyelmen kívül hagyni.
Az is igaz, hogy a kitörésre csak az első pár hétben volt reális esély, ezt követően a 6. hadsereg már túl gyenge volt egy ilyen művelethez, és a német arcvonal is egyre távolabb került nyugat felé.
December 3. hetében a szovjetek merész harckocsi-portyát intéztek nyugati irányban mélyen a német vonalak mögé. A betört csoport eljutott az arcvonal mögött lévő repülőterekig, és hatalmas pusztítást végzett a földön talált szállítógépek között. A portyázó csoportot végül is sikerült felszámolni és a szovjetek mintegy 200 harckocsit veszítettek, de az általuk okozott pusztítás jóvátehetetlen volt.

## Kapituláció, szovjet győzelem
A körülzárt német csapatok egyre inkább szorultak vissza a belvárosba. Január 25-ére elveszítették mindkét repülőterüket, ami teljesen lehetetlenné tette a további utánpótlást és a sebesültek elszállítását.
 
A németek éheztek, és fogytán volt a lőszer is. Ennek ellenére folytatták a makacs ellenállást. Hittek abban, hogy a német hadsereg végül felmenti a várost, és általánosan elterjedt volt az a vélekedés is, hogy a szovjetek kivégzik hadifoglyaikat.
A szovjeteket kezdetben meglepte a bekerített katonák magas száma, és többször meg kellett erősíteniük az ostromgyűrűt. Parlamenter útján tettek egy meglehetősen nagyvonalú ajánlatot Paulusnak a kapitulációra: garantálták volna a foglyok normális ellátását és orvosi kezelését a háború végéig, utána pedig kiengedték volna őket egy tetszőleges harmadik országba. Paulus, hűen a Hitlertől kapott parancshoz, az ajánlatot elutasította.
Ezzel a 6. hadsereg sorsa megpecsételődött. Újrakezdődtek a véres utcai, házról házra folytatott harcok, ezúttal azonban felcserélődtek a szerepek: a szovjetek támadtak, és a németek szorultak vissza a Volga felé.
Január 30-án Hitler marsallá léptette elő Paulust. Mivel Paulus előtt még soha egyetlen német marsall sem adta meg magát, Hitler feltételezte, hogy Paulus a végsőkig fog harcolni, vagy öngyilkos lesz.
Másnap, amikor a szovjet csapatok megközelítették a GUM áruház épületében berendezett főhadiszállását, Paulus megadta magát, amit február 2-án 91 000 további beteg, éhező, és reményvesztett német katona kapitulációja követett. A foglyok között 22 tábornok volt. Hitler dühöngött: "Paulus az örök dicsőség küszöbén csinált hátraarcot" mondta.
A Stalingrad c. német dokumentumfilm szerint kb. 11 000 német és szövetséges katona tagadta meg a fegyverletételt, és harcolt tovább, a halált választva a szovjet fogolytábor helyett. A szovjetek 1943 márciusában semmisítették meg az ellenállás utolsó gócpontjait és számolták fel a pincékben, csatornákban bujkáló csoportokat. Szovjet források szerint a fegyverletétel után 2418 katonát öltek még meg harcban és 8646-ot fogtak el.
A fogságba esett 91 000 német hadifogolyból csak kb. 6000 élte túl a fogolytábort és került haza a háború után. Többségük már a fegyverletételkor kimerült, alultáplált és beteg volt. A foglyok egyenesen szovjet (főleg szibériai) kényszermunka-táborokba (Gulag) kerültek, ahol lassan végzett velük az éhség és a megfeszített munka. A főtiszteket Moszkvába vitték és propagandacélokra használták fel.
Többen, köztük Paulus, Hitler-ellenes kiáltványokat írt alá, amelyeket Németországba sugároztak. Walther von Seydlitz-Kurzbach tábornok felajánlotta, hogy Hitler-ellenes hadsereget szervez a foglyok közül jelentkezőkből, de a szovjetek ezt nem vették igénybe. Az utolsó sztálingrádi hadifogoly 1955-ben tért haza Németországba.
A német közvéleményt 1943 januárjáig nem tájékoztatták a vereségről, azonban a megszokott heti rendszerességű győzelmi jelentéseket egy ideje már abbahagyták, így lehetett sejteni, hogy nincs minden a legnagyobb rendben. Kisebb-nagyobb katonai kudarcokat korábban is elszenvedett már a Harmadik Birodalom, de ehhez fogható csapás még nem érte. Joseph Goebbels propagandaminiszter a vereség hatására mondta el február 18-án híres beszédét a berlini Sportpalotában, ahol totális háborúra szólította fel a német népet.

## A csata jelentősége, tanulságok

### Veszteségek
A sztálingrádi ütközet volt a világtörténelem legnagyobb folyamatos csatája. A harc 199 napig tombolt egyhuzamban. A veszteségeket még megbecsülni is nehéz: A szovjetek vesztesége akkora volt, hogy a szovjet kormány egyszerűen megtagadta nyilvánosságra hozatalukat.
A tengelyhatalmak veszteségeit halottakban, sebesültekben és hadifoglyokban 850 000-re teszik a történészek. 400 000 német, 200 000 román, 130 000 olasz és 120 000 magyar katona halt vagy sebesült meg, illetve esett fogságba. A hadifoglyok többsége életét is vesztette az 1943-tól 1955-ig tartó rabság alatt.
A fentieken túl, kb. 50 000, a tengelyhatalmakkal harcoló korábbi szovjet (pl. ukrán nacionalisták) önkéntes halt meg, akiket a szovjetek fogságba esés esetén azonnal kivégeztek. A németek szintén rendkívül kegyetlenül bántak szovjet hadifoglyaikkal, akik tömegesen haltak meg, kiszabadításuk után pedig szovjet hadbíróság várt rájuk (hiszen megszegték Sztálin parancsát, hogy a harcot a végsőkig folytatni kell).
Levéltári kutatások szerint a szovjetek vesztesége 1 129 619 fő volt (478 741 halott és hadifogoly, 650 878 sebesült), ez a szám azonban kissé nagyobb hadműveleti területre vonatkozik. Csak a bombázások első hetében kb. 40 000 civil halt meg, a teljes civil veszteségekről becslésünk sincs.

### Tanulságok
A csata során számos olyan jelenetre, eseményre sor került, amelyet a kortársak (és gyakran az utókor is) egyszerűen képtelen felfogni, elhinni. Gondoljunk csak a szövetséges katonák százezreinek az értelmetlen feláldozására: a 6. német hadsereg sokáig a győzelem reális esélyével harcolt, de ezek a román, olasz és magyar (valamint kisebb számban német) katonák esélyt sem kaptak sem a sikerre, sem a túlélésre.
A harc intenzitása, kegyetlensége is felülmúlt minden addig tapasztaltat. A szovjet katonák kitartása, önfeláldozása a csata kezdeti szakaszában csodálatot ébreszt. Ugyanígy bámulatos a 6. hadsereg német katonáinak fegyelme és erőfeszítései akkor, amikor már ők voltak reménytelen helyzetben. Az igazsághoz hozzátartozik, hogy a hadvezetés (különösen a szovjet fél) saját csapatai ellen is brutális kegyetlenséggel lépett fel, ha azok meginogtak vagy az ellenség nyomása alatt visszavonulásba kezdtek. Többször előfordult, hogy a szovjet második vonal tüzet nyitott az előtte visszavonulásba kezdő első vonalra.
Paulus, és a bekerítésben harcoló, éhező és fagysérült egész 6. hadsereg fegyelmezetten engedelmeskedett a kitörést megtiltó felső parancsnak akkor is, amikor a többség számára már egyértelmű volt, hogy ez a pusztulásukhoz vezet. Mivel a legtöbben hittek benne, hogy szenvedéseik, feláldozásuk egy nagyobb haditerv részeként szolgálja a végső győzelmet, tulajdonképpen a 6. hadsereg magatartása is a katonai engedelmesség és parancs-teljesítés példa értékű megtestesülése.
Paulus előléptetése marsallá leplezetlen utalás volt arra, hogy a fogságba esés helyett a hősi halált vagy az öngyilkosságot válassza. Ő azonban ki is mondta, hogy keresztényként az öngyilkosságot nem tudja elfogadni, és végül a katonái értelmetlen pusztulása elleni tiltakozásul kapitulált – habozás nélkül folytatta volna a harcot, a veszteségekre való tekintet nélkül, ha annak értelmét látja.

### A csata utóélete
Sztálingrád 1945-ben a "Hős Város" címet kapta, amit 12 olyan szovjet városnak adományoztak, amelyek a világháborúban különösen kegyetlen harcok színterei voltak. 
A 60-as években a Mamajev Kurgánon hatalmas emlékmű-komplexumot építettek. A súlyosabb harcok színhelyei (Pavlov-ház, a gabonasiló, egyes gyártelepek) múzeumként ma is látogathatók.
A Mamajev Kurgán oldalából még ma is gyakran fordulnak ki fémszilánkok és emberi csontok maradványai.
Sztálingrád neve egybeforrott a gigászi, könyörtelen küzdelemmel, ahol az egyetlen lehetséges emberi magatartás a hősi önfeláldozás. Az egyes ember teljesen elvész a küzdelemben, annak kimenetelére vajmi kevés befolyása van, ezért megsemmisülése nem csupán fizikai. Emiatt vált a város neve a modern, totális háború szinonimájává.

### Német katonai vezetők javaslata politikai változtatásra
Goebbels naplójában megemlékezik arról, hogy a sztálingrádi vereség idején a német hadsereg vezérkari főnöksége javaslatot dolgozott ki Hitler számára a „keleti problémákról”. Ebben helytelenítették, hogy a megszállt szovjet területek lakosságát minden különbségtétel nélkül bolsevikként és alacsonyabb rendű emberekként kezelték. Javasolták, hogy a Führer jelentse ki: minden orosz, aki felveszi a harcot a bolsevizmussal, egyenrangú európainak tekintendő. Ettől azt várták, hogy a lakosság egy emberként fogja támogatni a németek ügyét. Goebbels a javaslatokkal kapcsolatban megjegyezte, hogy ez a Wehrmacht főparancsnokságának szokásos tévedése: a szláv jellem téves értékelése. Hitler valóban kitartott a „keleti népek” rabszolgaként való kezelése, illetve részleges kiirtása mellett.